# Tambora
Il Tambora o Tomboro è uno stratovulcano dell'isola di Sumbawa, situata nell'arcipelago indonesiano della Sonda. Il vulcano è conosciuto per la devastante eruzione del 1815, una delle poche VEI-7 a memoria storica. Deve la sua origine alla subduzione della placca australiana al di sotto della placca della Sonda.
Conosciuto in tempi antichi anche come Aram, prima dell'eruzione del 1815 l'edificio vulcanico era di dimensioni davvero poderose, innalzandosi tra i 4 000 e i 4300 m s.l.m. e rendendosi all'epoca uno dei rilievi più alti dell'intero arcipelago indonesiano, superando il Kerinci, che con 3805 m s.l.m. è attualmente il vulcano più alto dell'Indonesia; il Tambora era la 15ª montagna più alta al mondo per prominenza, nonché il punto più alto di un'isola in assoluto. Per la sua considerevole altezza era un punto di riferimento per i naviganti che lasciavano Bali navigando verso oriente, profilandosi elevato quanto il vulcano Rinjani, alto 3726 m e molto più vicino.
Oggi la montagna non supera i 2850 m s.l.m. Un terzo dell'altezza originaria è andato perduto a causa dell'evento eruttivo del 1815, e al suo posto esiste un'enorme caldera di 6-7 km di diametro. In quell'occasione vennero udite esplosioni terrificanti ad oltre 3350 km di distanza dal vulcano; percepite scosse telluriche dovute a onde d'urto o al collasso della sommità; la cenere vulcanica ricoprì Borneo, Molucche, Giava, Sulawesi; tsunami alti fino a 4 m vennero generati dal contatto tra flussi piroclastici, che discendevano da ogni lato del monte, e l'acqua del mare che circonda la penisola di Sanggar; terribili tempeste d'aria, probabilmente dovute all'ascesa di aria riscaldata attorno alla montagna e conseguente vuoto ricoperto repentinamente da aria fredda, sradicarono ogni cosa nella penisola di Sanggar.
L'eruzione provocò la distruzione dei Regni di Tambora, Pekat e Sanggar, che attorniavano il vulcano, a causa di tsunami e flussi piroclastici con vittime dirette fino a 10 000-12 000. Nell'intera Indonesia le vittime ammontarono a 117 000. Il totale dei morti in tutto il pianeta a causa degli sconvolgimenti climatici che seguirono, compreso l'anno senza estate, supera le 200 000 unità.
Degli scavi archeologici nel 2004 hanno fatto rinvenire una casa totalmente bruciata con due cadaveri carbonizzati a testimoniare l'esistenza di regni perduti, tanto che si parla di "Pompei d'oriente".

## Il vulcano
Il Tambora è il secondo vulcano al mondo per indice di esplosività vulcanica (VEI) stimata a 7; per tale motivo viene considerato uno dei vulcani più pericolosi sulla Terra. Si trova nella zona di subduzione creata dal movimento della placca australiana verso una parte della zolla euroasiatica, in una zona nella quale si sono formati nel corso di millenni tre tra i più esplosivi e devastanti vulcani conosciuti: il Toba, il Tambora, il Krakatoa e il complesso vulcanico Samalas-Rinjani, che nel 1257 ha prodotto un'eruzione di entità paragonabile a quella del Tambora medesimo. Tutti questi vulcani fanno parte della Cintura di fuoco, ovvero la zona geologicamente più attiva della Terra, con la massima concentrazione di terremoti e vulcani.

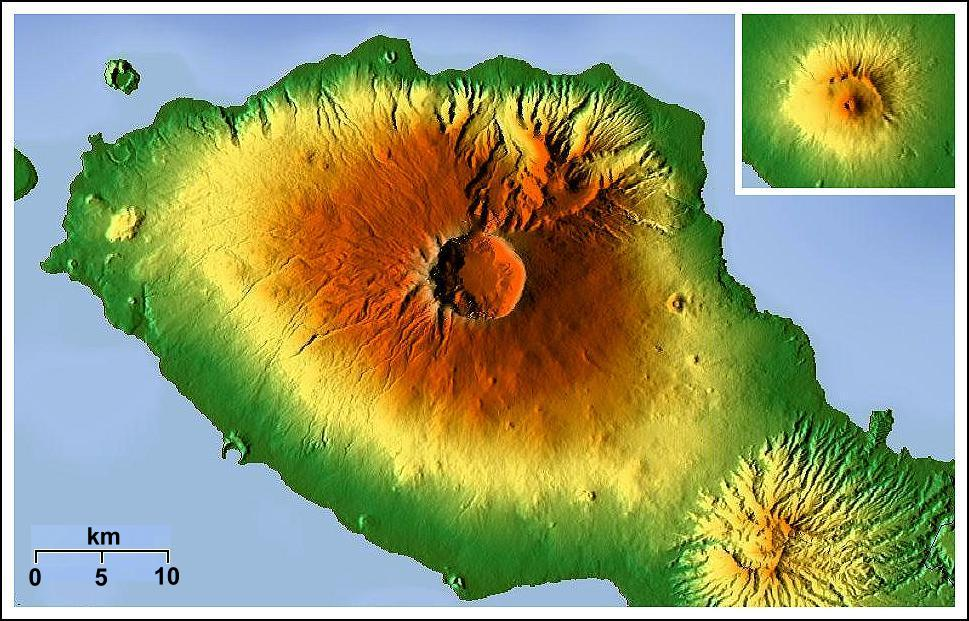
Raffronto tra le dimensioni del Tambora e quelle del Vesuvio.

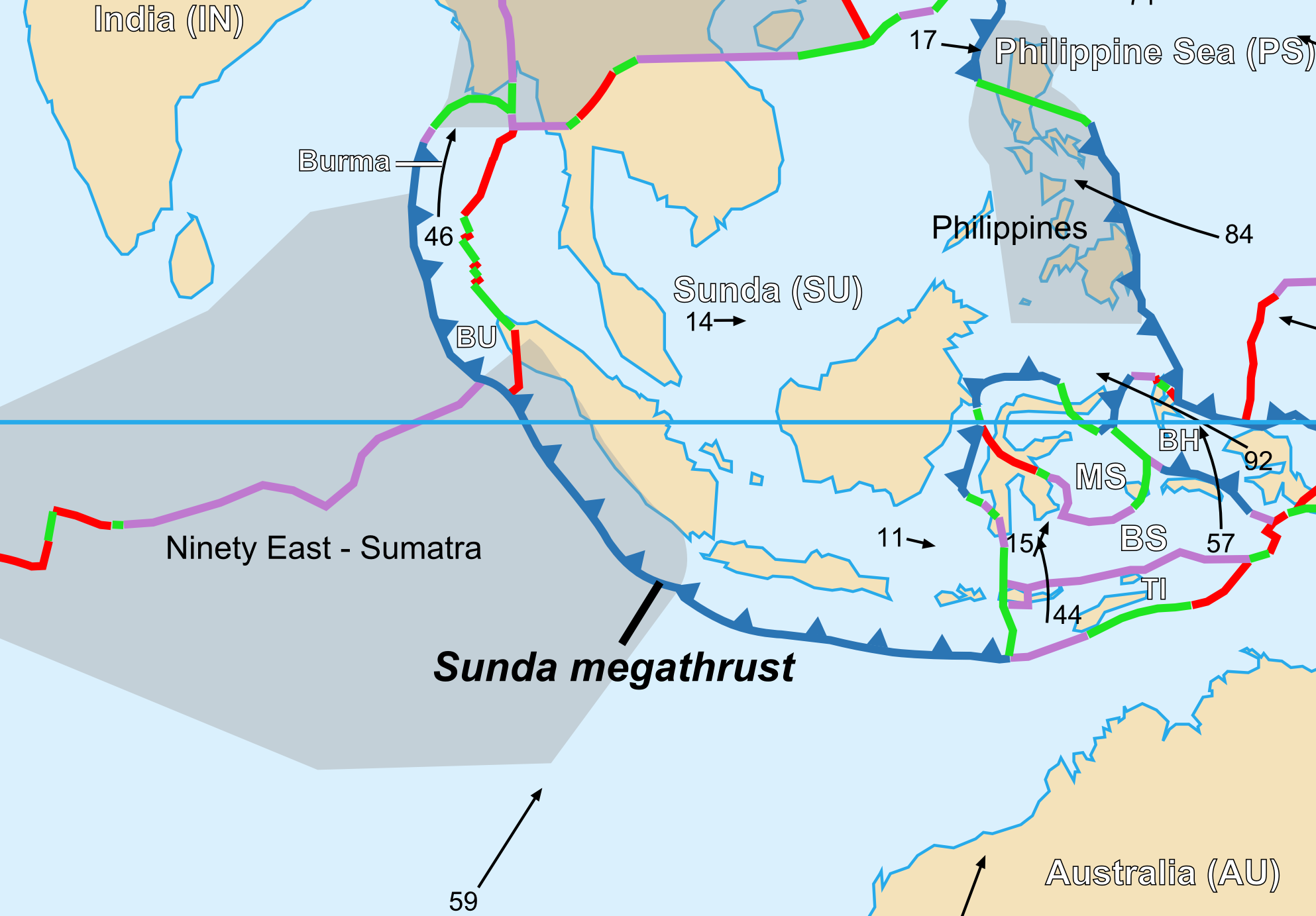
Caratteristiche tettoniche dell'Indonesia; la zona del Tambora è segnata dal numero "11".

### Geografia e geologia
Il Tambora è ubicato nella penisola di Sanggar, nella parte settentrionale di Sumbawa, appartenente al gruppo delle Piccole Isole della Sonda. A nord della penisola di Sanngar, dominata dall'enorme vulcano, vi è il mar di Flores, a sud la Baia di Saleh, lunga 86 km e larga 36 km. A occidente della penisola di Sanngar vi è l'isola di Moyo.
Il vulcano è parte dell'Arco della Sonda, un arco vulcanico che attraversa l'arcipelago indonesiano, il suddetto arco a sua volta è parte della Cintura di fuoco del Pacifico. Si trova a 340 km a nord della fossa di Giava e a 180-190 km sopra la propria zona di subduzione di origine. L'isola di Sumbawa è fiancheggiata a nord e sud da crosta oceanica. Il Tambora è generato dalla subsidenza della Placca australiana sotto la Placca della Sonda. Il tasso di subsidenza è pari a 7,8 cm per anno.
Secondo alcune ricerche, il Tambora si sarebbe formato tra i 57 000 e i 43 000 anni fa. L'esistenza di tanti crateri, che si innalzano fino a 150 m dal fondale della baia di Saleh, ha fatto supporre che un tempo la superficie della baia era al di sopra del livello del mare. Lo sprofondamento sarebbe accaduto in conseguenza del prosciugamento di una camera magmatica preesistente dovuto all'ascesa progressiva del vulcano Tambora. Anche l'isola di Moyo a ovest di Sumbawa sarebbe stata coinvolta dall'evento nella sua formazione, circa 25 000 anni fa.
Una ricerca ulteriore avanza stime ben più elevate sull'età geologica della montagna, fino a 190 000 anni fa. Secondo quest'ultima ricerca, il Tambora apparterrebbe a un grande complesso vulcanico che comprende il Tambora stesso e due edifici ancestrali, il Labumbum, a sud-est del Tambora, attivo tra 690 000 e 410 000 anni fa con eruzioni di natura prevalentemente effusiva (andesite), e il Kawinda Toi, a nord-est, sul corpo dell'attuale edificio vulcanico, attivo tra i 410 000 e 190 000 anni fa, con eruzioni a prevalenza basaltica. Data la loro età antica e il clima tropicale dell'area, i due edifici vulcanici risultano visibilmente erosi.
Il Tambora si sarebbe formato inizialmente come vulcano a scudo tra i 190 000 e 86 000 anni fa con eruzioni ad alto contenuto di silice, di natura effusiva. In seguito, il vulcano avrebbe alternato eruzioni effusive ed esplosive tra il cratere centrale e le decine di coni di scorie lungo i fianchi del vulcano, la cui formazione risale ad 80 000 anni circa con l'emersione, dal corpo dell'ormai eroso Kawinda Toi a nord-est, del Ketupa e del Doro Dongotobbi Nae; quest'ultimo (~1800 m s.l.m.) è anche il più imponente ed alto dell'intero complesso vulcanico, mentre il Ketupa (~480 m s.l.m.), dal colore marrone scuro, fu il principale cono secondario con emissione di lava in composizione principalmente basaltica. Gli altri coni avventizi che costellano il Tambora sono databili, invece, a partire da 15000 anni e possono distinguersi tra coni freato-magmatici e classici coni di scorie; i primi, di cui il più importante è il Doro Peti, che si affaccia sulla Baia di Saleh, tendono a mostrare una morfologia semi-circolare; i secondi possono essere davvero imponenti, come nel caso di Doro Molo e Doro Tahe, tra i 400 - e gli 850 m s.l.m., ubicati a est e separati da 3 km circa di distanza. La morfologia del vulcano sarebbe così mutata assumendo la forma di uno stratovulcano o vulcano a cono, come testimoniano i fianchi del vulcano, ben più ripidi a partire da circa 1800 m s.l.m. fino all'altezza stimata della montagna precedente all'evento del 1815, tra i 4 000 e i 4300 m s.l.m..
Il Tambora ha prodotto rocce di trachibasalto e trachiandesite ricche in potassio. I prodotti emessi contengono fenocristalli di apatite, biotite, pirosseno, leucite, magnetite, olivina, plagioclasio; l'esatta composizione dei tipi di fenocristalli varia a seconda delle rocce. I prodotti vulcanici del Tambora sono molto ricchi di rubidio, stronzio, anidride fosforica, in quantità maggiori di quelle del Rinjani, e sono leggermente più ricchi anche di zircone rispetto a quelli del vulcano di Lombok.

### Geomorfologia

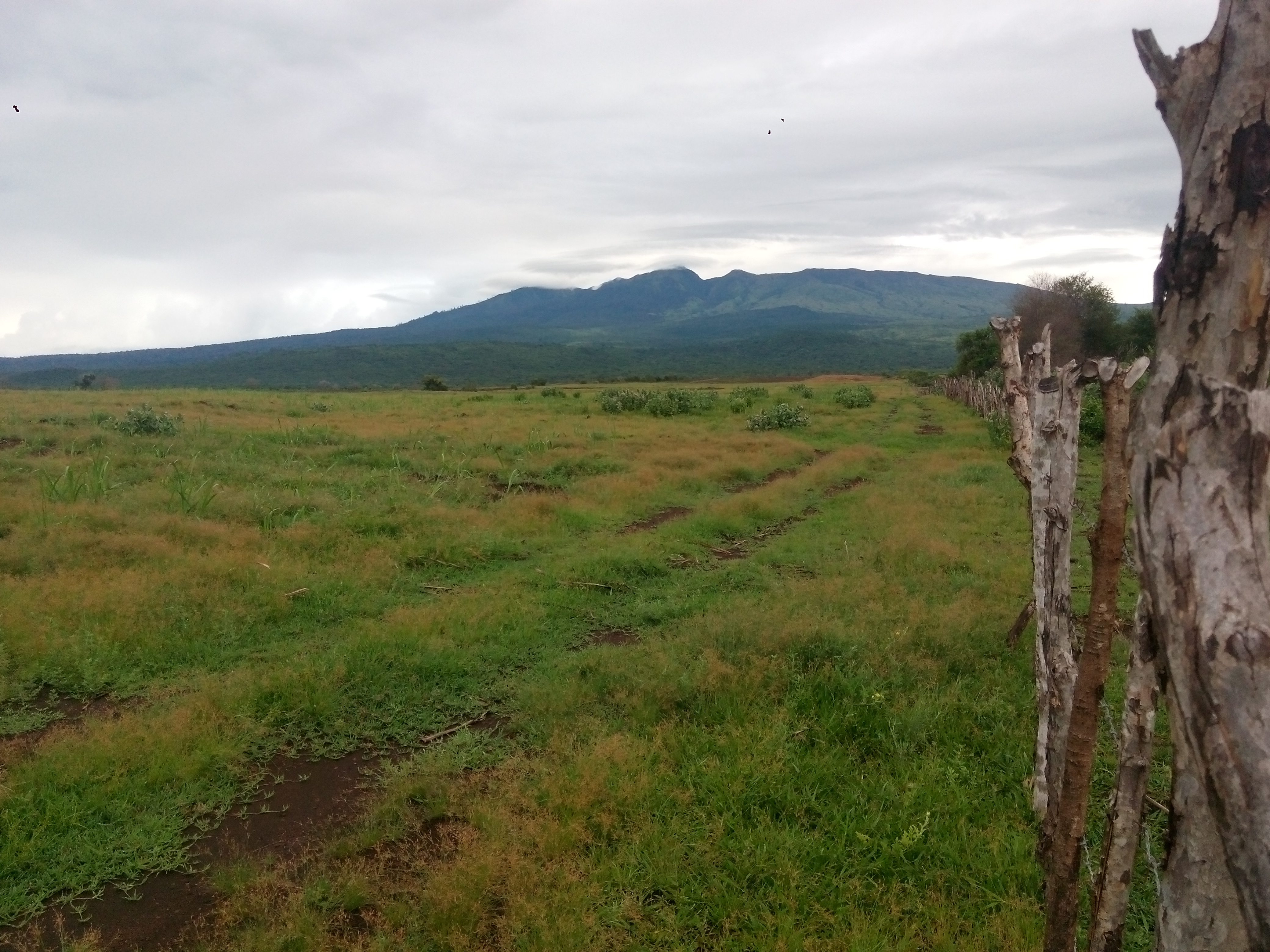
Il vulcano Tambora come appare oggi, privo del cono sommitale collassato nell'eruzione del 1815.

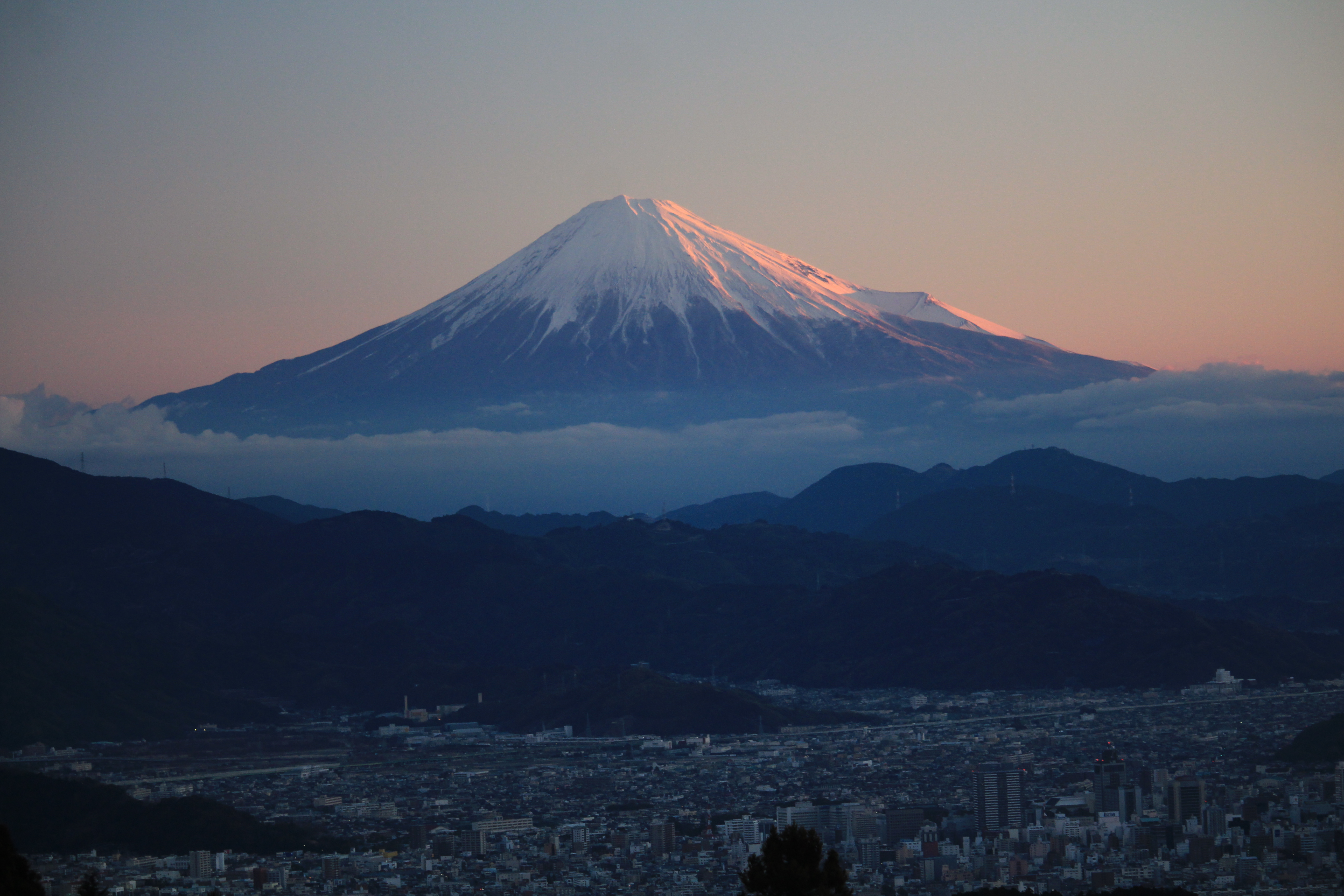
Pur avendo una forma conica simmetrica che lo ha reso celebre, il Fuji-san sembra possedere due picchi a causa del cratere Hōei.

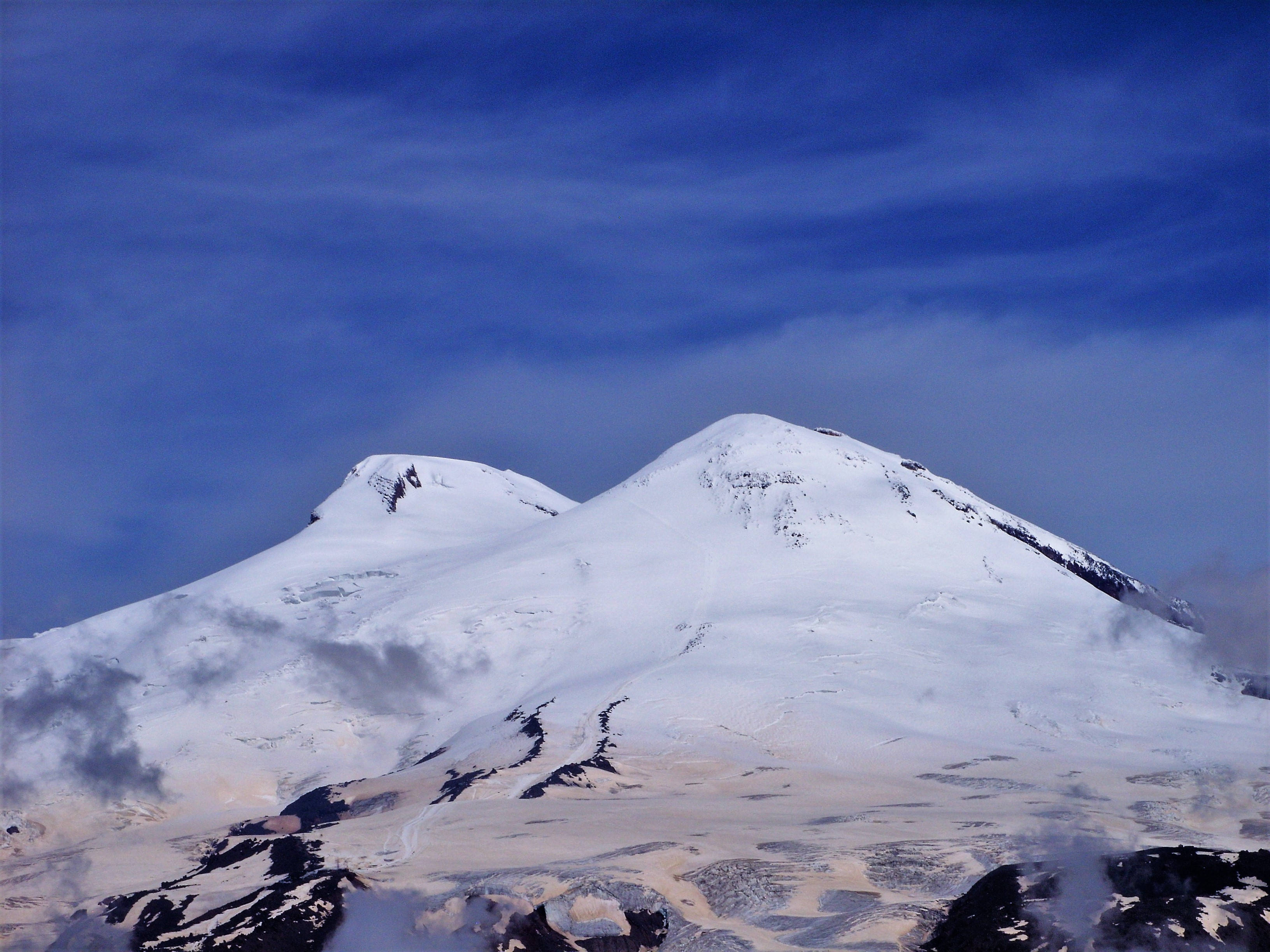
L'Elbrus è un ottimo esempio di monte con due vette gemelle, il nome stesso significa picchi gemelli.

Prima dell'eruzione del 1815, il Tambora avrebbe avuto la morfologia di uno stratovulcano, con un cono simmetrico dall'altezza torreggiante sulla penisola di Sanngar stimata tra i 4 000 e i 4300 m s.l.m. e un singolo camino centrale, come il Fuji-san o il Popocatépetl. La mappa geologica del vulcano fa constatare come i fiumi che scorrono lungo le pendici e i fianchi della montagna siano distribuiti in forma più o meno circolare, e ciò suggerisce un unico picco centrale.
Alcune ricerche ipotizzano che il vulcano possa aver avuto due picchi con una vetta orientale e occidentale. L'eventuale seconda vetta potrebbe essere stata, in presenza di un solo camino che presuppone a sua volta un singolo cratere principale, solo un cono di scorie che per la sua elevazione e considerevole dimensione poteva essere identificato come un secondo picco; in questo caso il vulcano potrebbe aver avuto una morfologia simile al Taranaki col suo Fantham's Peak, che ne rompe la simmetria. Nel caso di picchi gemelli, con altezza e dimensioni simili, il vulcano sarebbe stato invece morfologicamente simile all'Elbrus. Seppure non esistano raffigurazioni del vulcano prima dell'evento del 1815, la comunità scientifica sostiene tacitamente l'ipotesi morfologica del singolo cono simmetrico, e pertanto viene classificato comunemente come stratovulcano.
La morfologia a due picchi è invece sostenuta dal botanico svizzero Heinrich Zollinger, che fu il primo scienziato a vedere la caldera dai suoi bordi nel 1847. Egli affermava che prima del 1815 il Tambora era a forma di cono, però con due sommità, una orientale e l'altra occidentale, visibili, a detta degli abitanti di Bima, da grandi distanze venendo dalla direzione di Batavia (Giacarta) con la stessa prominenza del Rinjani di Lombok, isola molto più vicina; ne deduce che la montagna doveva superare i 14000 ft, pari a 4267,2 m s.l.m., e che se si vuole calcolare l'altezza del Tambora prima del 1815 si deve tenere conto della coesistenza di due vette. La sua stima è in linea con quella degli abitanti di Bima, da cui era a conoscenza che la montagna aveva perso più di un terzo dell'altezza originaria. Dall'osservazione della caldera, egli ottiene la prova della preesistenza di due sommità separate da una sella che le avrebbe unite, probabilmente il valico a nord della caldera, e dal perimetro della parte orientale della caldera che non è in grado da solo, a suo dire, di racchiudere tutta la montagna. La convinzione di due picchi distinti era forte per il botanico svizzero, al punto che sostenne l'esistenza di due crateri, di cui però ne osservava uno solo, ed elaborò persino una mappa di Sumbawa con due crateri del Tambora. È da osservare però che Zollinger non era un vulcanologo o un geologo.
Può essere preziosa la descrizione del rajah di Sanngar dell'eruzione del 10 aprile 1815 riportata da Sir Thomas Raffles nelle sue Memorie; egli parlò di tre colonne di fuoco che si innalzarono vicino alla cima del Tambora, apparentemente entro l'orlo del cratere. È menzionata una sola cima identificata con un solo cratere da cui fuoriuscirono le tre colonne eruttive; considerando veritiere le supposizioni di Zollinger, si può pensare all'esistenza di un singolo cono simmetrico, coincidente col corpo principale del vulcano e avente il singolo camino centrale con al vertice il singolo cratere, affiancato da una seconda cima, forse meno elevata di modo che il rajah fosse indotto a parlare di una sola sommità identificata approssimativamente col cratere. L'eventuale seconda vetta potrebbe essere stata un grande cono di scorie oppure una semplice deformazione della montagna; ma si può anche pensare ai resti dell'antico vulcano Kawinda Toi, coperto dal più giovane Tambora nel corso della sua formazione, oppure a quelli di un Tambora ancestrale, di altezza simile all'odierno, che produsse una caldera circa 43 000 anni fa. Ancora una volta, esempi congeniali potrebbero essere quello del Popocatépetl con il declivio detto El Albanico a nord-ovest, oppure del Fuji per il cratere Hōei. Da una certa prospettiva visiva e a grande distanza, anch'essi sembrano possedere due picchi pur avendo forma conica e un singolo cratere principale. Tuttavia è da considerare anche che la testimonianza del rajah non aveva la finalità di descrivere la forma precisa della montagna, né è da escludere che era visibile solo una vetta per una semplice questione di prospettiva, per esempio in quanto l'altra era coperta dal suo punto di vista.
Anche altre documentazioni ufficiali del tempo sembrano testimoniare la presenza di un solo, notevole picco del Tambora prima delle convulsioni del 1815, dopo le quali ha assunto l'attuale morfologia piatta.
Inoltre, un cratere con un profilo irregolare, per esempio con un bordo più alto ed uno più basso, dà l'apparenza di due picchi a grandi distanze, come quello del Popocatépetl, il cui cratere ellittico, visto da nord e nord-est, mostra un margine più alto ed uno più basso.
Grandi e vecchi stratovulcani, specie se particolarmente esplosivi/attivi, possono essere soggetti a cambiamenti morfologici a causa di coni di scorie, duomi di lava, persino parziali collassi dell'edificio vulcanico, o per gli effetti dell'erosione. Il Tambora è un chiaro esempio di vulcano sottoposto a tali trasformazioni; a dispetto di un'età geologica relativamente giovane e di non essere particolarmente attivo, il vulcano esibisce numerosi e grandi rigonfiamenti a causa di duomi di lava lungo le pendici, in special modo in direzione est e sud-est, spesso ricoperti da rigogliose foreste, nonché naturalmente i coni di scorie. Molti vulcani indonesiani, inoltre, presentano fratture che inducono ad ipotizzare degli eventi di collasso seppure parziali, o un'azione erosiva più o meno pesante; lo stesso Tambora presenta una frattura larga fino a quasi 6 km sul versante Nord. 

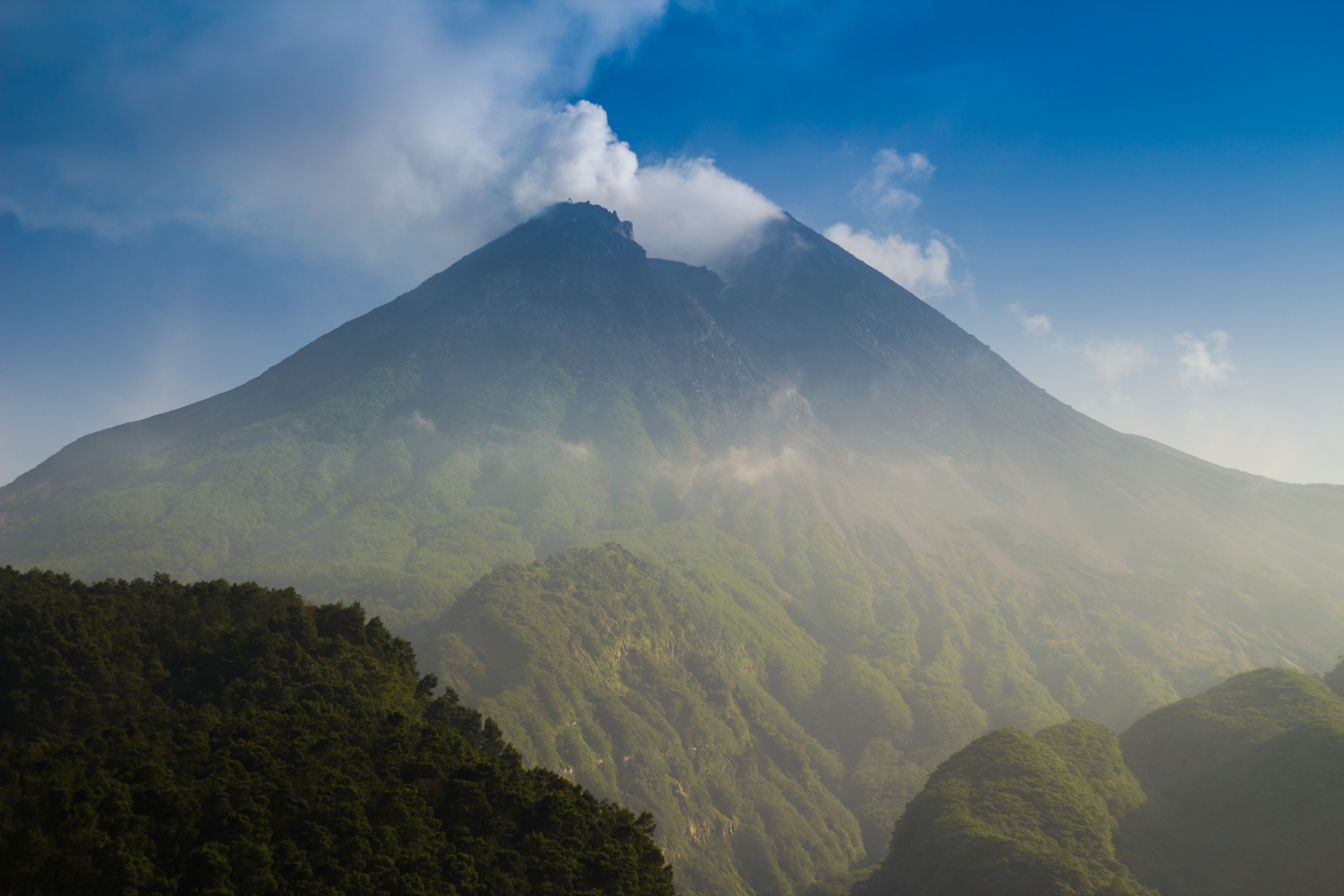
Il vulcano Merapi, uno dei più attivi del mondo; la vistosa frattura a sud-est del cratere, nascosto dalle nubi, gli conferisce l'apparenza di cono con due picchi.

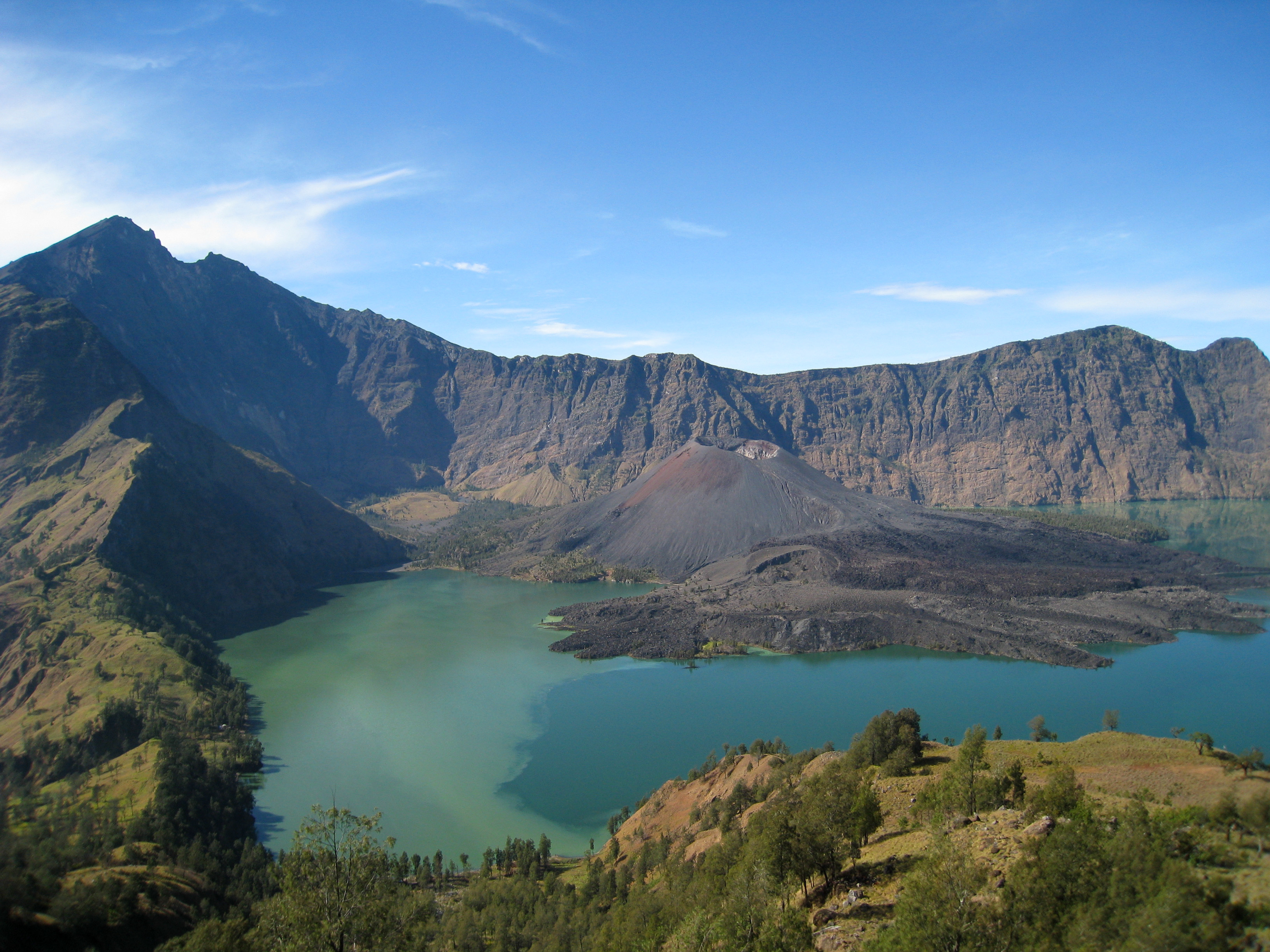
Veduta della caldera del Rinjani; è possibile ammirare la gigantesca spaccatura del fianco Ovest del vulcano che dà l'apparenza di due vette, il lago Segara Anak e il cono secondario Barujari al centro.

Secondo il vulcanologo Petroeschevsky, il Tambora era composto da un singolo cono il cui cratere presentava una frattura ai bordi, dando l'impressione di due sommità. Il vulcanologo russo definisce inaccurata la mappa di Zollinger per la rappresentazione di due crateri del Tambora. In questo caso, degli ottimi esempi possono essere il Kambal'nyj nella penisola di Kamčatka, il Redoubt in Alaska, il Beerenberg sull'isola di Jan Mayen. Ottimo anche l'esempio del vicino Merapi, uno dei vulcani più attivi al mondo, sull'isola di Giava, per la profonda frattura del cratere a sud-est. Congeniale anche quello del Rinjani del quale, dall'interno della caldera ove è presente il Segara Anak, è possibile contemplare l'inquietante spaccatura sul versante ovest del vulcano, mentre da est il margine del cratere appare più basso a causa di una frattura; da entrambe le direzioni il vulcano pare avere due picchi.
La mappa geologica del Tambora fa evincere che le lave più antiche sono distribuite ad ovest mentre le più giovani ad est e sud; ciò può favorire l'ipotesi di due cime distinte, in cui l'attività vulcanica era dapprima concentrata in una vetta occidentale e successivamente in una orientale, ma questo non può essere utilizzato come una vera evidenza geologica. Inoltre, anche la stessa ipotesi della frattura dei bordi del cratere può spiegare il fenomeno: in seguito alla spaccatura, o semplicemente ad un bordo più basso da un lato, le lave poterono discendere con più facilità proprio nella direzione dell'irregolarità del cratere sommitale. Neppure la forma leggermente ovale della caldera da est ad ovest può essere considerata una prova geologica della preesistenza di due cime separate: gli stratovulcani non hanno mai una forma conica perfetta con una ripidità costante, ma i fianchi si allargano progressivamente verso la base della montagna conferendole una forma più o meno ellittica; questo vale anche per i coni vulcanici considerati perfetti (Fuji, Mayon). 
In verità, la caldera mostra un allungamento piuttosto esiguo e un'altezza omogenea, con un dislivello relativamente trascurabile tra il bordo orientale, il più basso, e quello occidentale ove si ha il picco massimo, e questo è a favore di un'unica vetta centrale: in caso di due cime separate preesistenti, infatti, il collasso di uno dei due picchi avrebbe probabilmente coinvolto solo parzialmente l'altra vetta, che sarebbe apparsa come monte a sé, similmente a quanto accaduto col Rinjani nell'eruzione del Samalas del 1257; il risultato sarebbe stato una caldera molto irregolare, con i resti di una delle due cime ancora ben visibili. Tuttavia, esistono vulcani che, pur avendo un unico cono, possiedono due vette molto vicine, talmente da non apparire come due monti distinti, come l'Arenal o il Tajumulco; è chiaro che il collasso calderico, in questo caso, riguarderebbe entrambe. Quest'ultima ipotesi è molto più probabile di quella di due picchi del tutto separati in quanto conserva sia la forma conica che le due cime distinte, entrambe testimoniate dagli abitanti di Bima a Zollinger.
Per la sua altezza il Tambora era un punto di riferimento per i naviganti, ed era visibile navigando verso est subito dopo aver lasciato Bali con una prominenza pari a quella del ben più vicino vulcano Rinjani, alto 3726 m s.l.m. Il suo diametro è pari a 60 km. Il suo volume supera i 1000 km³. L'eruzione ha provocato il collasso della sommità lasciando una gigantesca caldera tra i 6-7 km di diametro, 1300-1400 m circa di profondità e l'altezza massima di 2850 m s.l.m. La caldera appare pressoché circolare, ma ha una forma leggermente ellittica approssimativamente da est a ovest, ciò concorda con la descrizione di un doppio picco, uno occidentale e l'altro orientale, ma potrebbe farlo anche con quella di un singolo cono, dacché l'allungamento è piuttosto esiguo e la caldera appare quasi perfettamente rotonda, come già osservato. Appare strano che, nonostante sia stato un punto di riferimento per la navigazione e con tali dimensioni, non siano pervenute raffigurazioni del Tambora; può darsi che, profondamente eroso, non suscitasse particolare fascino, con una forma piuttosto irregolare o che, purtroppo, rappresentazioni del vulcano siano sparite nell'eruzione del 1815 insieme alle civiltà ai suoi piedi. Una recente ricostruzione topografica, tenendo a mente della forma circolare-ellittica della caldera, propone una montagna dalla morfologia piuttosto complessa con due o più picchi e/o una piccola caldera alla sommità, riducendone l'elevazione a ~3 700 m s.l.m., un valore decisamente inferiore a quello ipotizzato tradizionalmente per la classica forma di cono simmetrico (4 000-4 300 m s.l.m.), ma che comporterebbe per il Tambora di stare, ancora, sul podio dei più elevati in Indonesia assieme al Rinjani, al Semeru e al Kerinci.

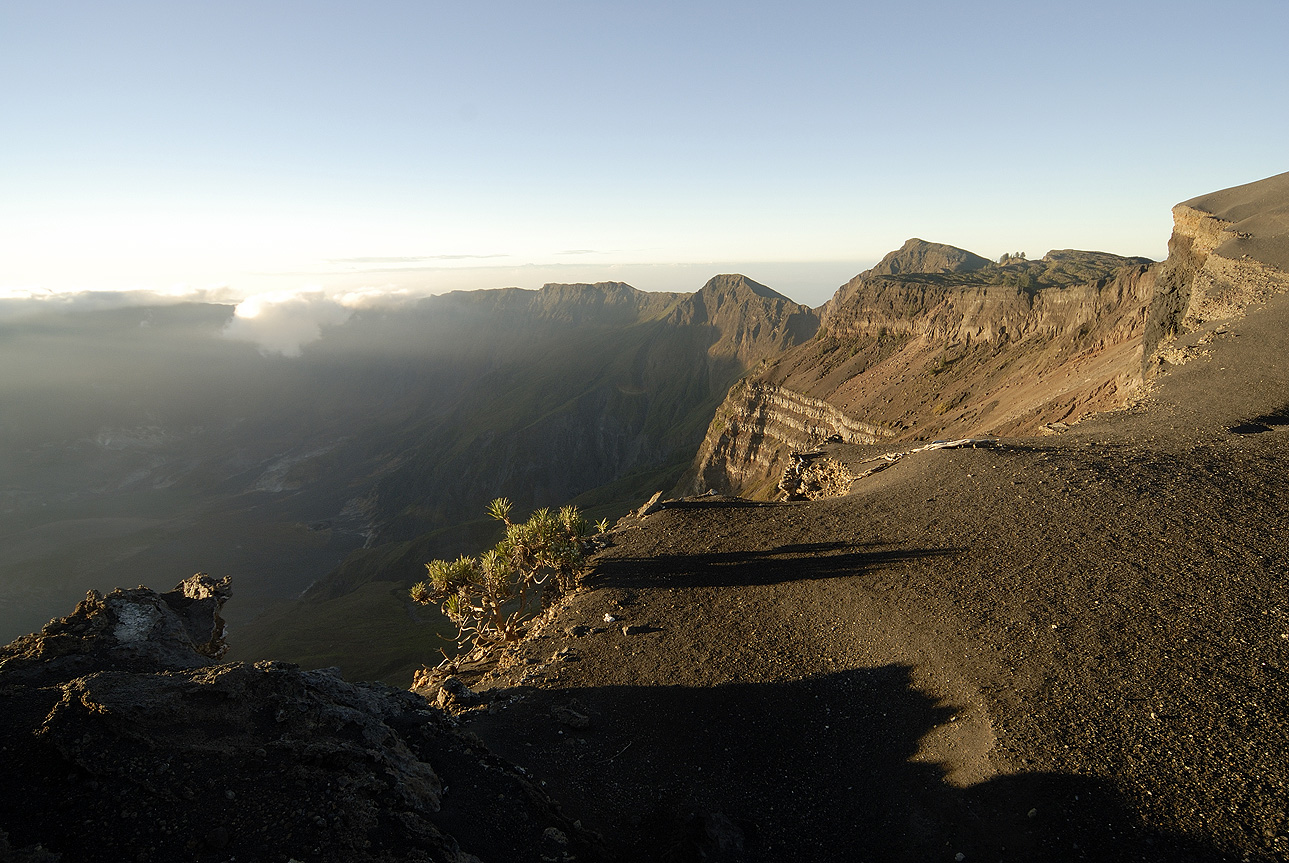
I bordi della caldera del Tambora; al centro sono visibili i depositi piroclastici Brown Tuff, emessi tra 5900 e 1200 anni fa e sovrastati dal materiale dell'eruzione del 1815.

### Storia eruttiva
Dalla mappa geologica del Tambora si evince che il vulcano, caratterizzato da eruzioni ad alto contenuto di silice, entrò in attività 190000 anni fa, con eruzioni a prevalenza basaltica, effusive; successivamente, a partire da 86000 anni fa, ad eruzioni effusive si alternarono eruzioni esplosive con presenza di materiale di natura sia effusiva che piroclastica (andesite e andesite basaltica). A partire da 80000 anni fa circa, il Tambora ebbe anche delle eruzioni laterali che formarono le decine di coni secondari che costellano il vulcano; in particolare Doro Donngotobi Nae e Ketupa, che produssero lava basaltica, furono i primi ad emergere dall'eroso Kawinda Toi; successivamente, a partire da 15000 anni, si formò la maggior parte di coni avventizi attorno all'attuale caldera; possono essere distinti, in base al tipo di eruzione laterale che li produsse, in coni freato-magmatici e coni piroclastici (composti da materiale piroclastico più classico). I primi si formarono a causa di esplosioni freato-magmatiche (dovute probabilmente all'interazione tra il magma e falde acquifere sottostanti); i secondi sono più "classici", con formazione dovuta alla ricaduta di piroclasti. Alcuni coni secondari produssero lava fino alla fine della loro attività.
Con il metodo del radiocarbonio sono state confermate tre eruzioni del Tambora durante il recente Olocene, sebbene la loro entità è sconosciuta. Esse sono datate a 3910 ± 200 anni a.C., 3050 a.C. e 740 ± 150 anni d.C. Erano tutte eruzione esplosive dal cratere centrale, ma la terza, a differenza delle prime due, non ha prodotto flussi piroclastici.
Dai depositi di materiale rinvenuti lungo i bordi della caldera sono state inoltre constatate due formazioni piroclastiche, Black Sands e Brown Tuff, i cui depositi, rispettivamente, possiedono uno spessore di 100 m e 5-10 m; Black Sands, che rappresenta l'inizio di un'attività a prevalenza esplosiva, deve essere stata depositata tra 10 000 e 5 900 anni fa in conseguenza di eruzioni freatico-magmatiche, mentre Brown Tuff, dalla bassa attività pliniana, è stata prodotta a intermittenza tra 5 900 e 1 200 anni fa secondo la tecnica del radiocarbonio ed è l'evento precedente l'eruzione del 1815. I due depositi sovrastano strati di lava effusiva, dello spessore di 300 m che, a loro volta, riempiono in larga parte una precedente caldera formatasi 43 000 anni fa circa in conseguenza di un grande evento esplosivo-ignimbritico che distrusse in tutto o in parte uno stratocono ancestrale alto circa 4000 m, un'altezza simile a quella dell'attuale vulcano prima dell'eruzione del 1815. Tale antica caldera ha un diametro di 4-5 km, estendendosi dal picco forestale a Sud-ovest fino al picco dell'intera montagna, ed è asimmetrica a quella del 1815. Il vulcano odierno si ricostruì proprio grazie agli anzidetti flussi di lava a partire da 10 000 anni fa e alle due formazioni piroclastiche successive, prodotte da eruzioni esplosive. Pare che al momento del grande evento del 1815 la prima caldera non fosse stata riempita del tutto e ciò avrebbe influito sulla deposizione del materiale della grande eruzione.
Nel 1812 il Tambora divenne fortemente attivo, con emissioni di cenere dalla sommità, esplosioni e scosse telluriche, segnali precursori dell'eruzione parossistica del 1815. L'eruzione del 1815 è una delle poche eruzioni VEI-7 degli ultimi 2 000 anni. Ebbe inizio ad aprile e, con esplosioni sempre più a intermittenza, terminò in luglio, sebbene emissioni di vapore e nubi di cenere vennero osservate fino al 23 agosto.
Segue un'eruzione VEI-2 nel 1819; successivamente un nuovo evento, anch'esso catalogato come VEI-2, datato tra il diciannovesimo e il ventesimo secolo, produce il cono di scoria dentro la caldera chiamato Doro Afi Toi, e un'eruzione nel ventesimo secolo, anch'essa entro i confini della caldera.
Un evento di difficile identificazione sarebbe accaduto nel 1821: è menzionato un terremoto ed un conseguente maremoto con imbarcazioni trascinate fin nell'entroterra, tuttavia il Tambora è definito tranquillo, mentre le emissioni di vapore e cenere sarebbero provenute da un vulcano ubicato a nord-est, naturalmente anch'esso di difficile identificazione.

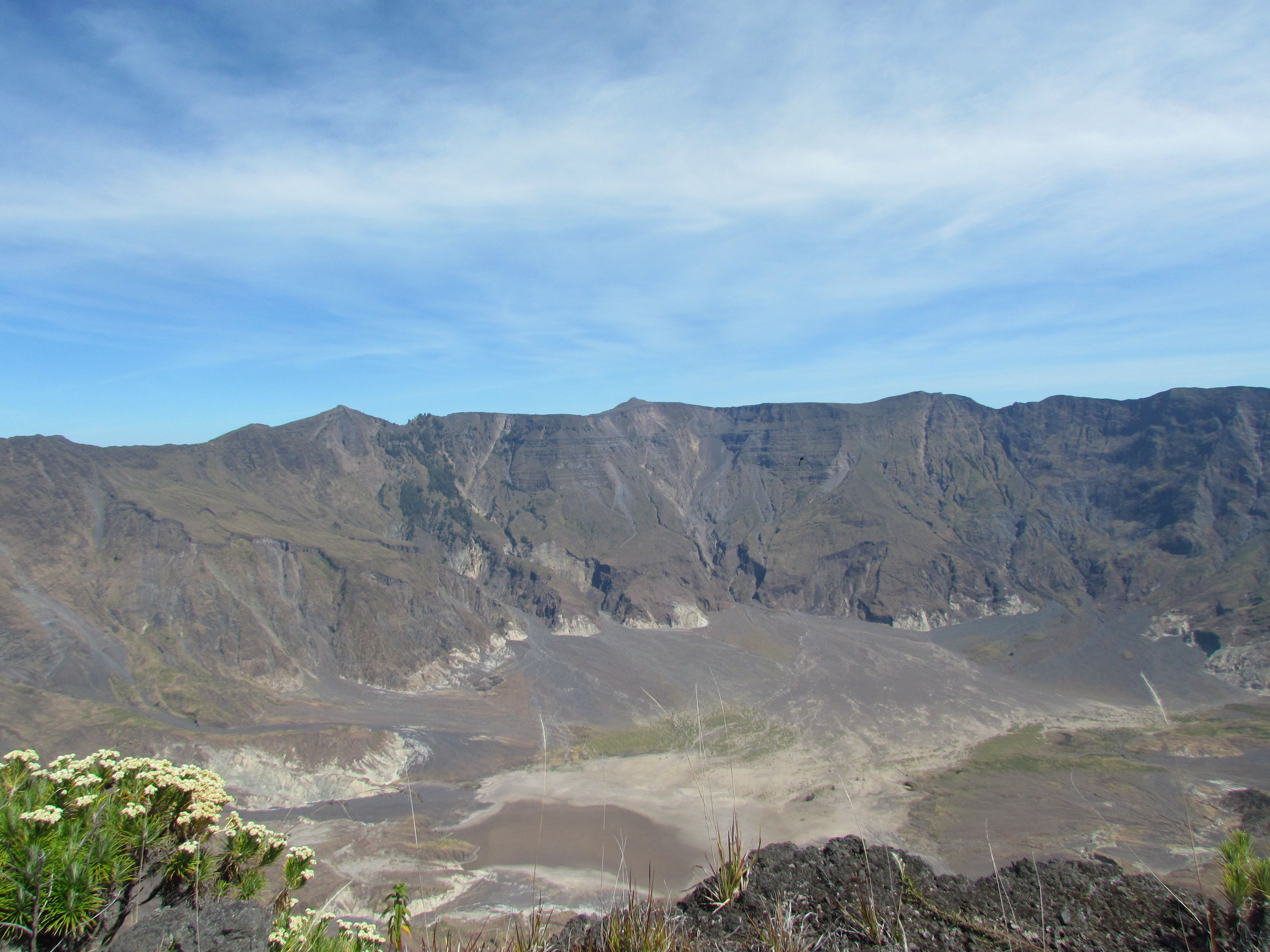
Vista della caldera, dai di diametro.

Il Tambora è ancora attivo, come hanno testimoniato piccoli eventi tellurici ed emissioni di vapore nel 2011. Sembra che a quest'ultimo evento è dovuta la formazione di un duomo di lava interno alla caldera, il Doro Api Bou.

## Le dinamiche dell'eruzione
Prima del 1812, il Tambora è rimasto quiescente (ovvero inattivo, non spento) per almeno un migliaio di anni; nessuna eruzione precedente è stata testimoniata dall'uomo. Il vulcano ha avuto così un enorme arco temporale per accumulare la pressione sufficiente a scatenare una delle eruzioni più potenti mai testimoniate dall'uomo.
Durante la quiescenza, la camera magmatica era composta da rocce di trachibasalto, tra cui magnetite, olivina e plagioclasio, con contenuto di acqua dal 3% fino al 6% circa a seconda delle profondità, rispettivamente a 1,5 km e almeno 4,5 km; l'acqua era satura nel primo caso e inizialmente non satura nel secondo. La profondità di almeno 4,5 km è richiesta affinché la pressione fosse abbastanza elevata da saturare la trachiandesite. Le temperature dovevano essere di 900-1100 °C. Tali rocce si evolsero dalla cristallizzazione dei magmi in un sistema aperto. Il processo comportò, fondamentalmente, l'evoluzione del trachibasalto in trachiandesite. Il sistema aperto implicava l'intrusione di rocce di natura alcalina, di natura acida, che reagivano col materiale preesistente in concomitanza con un progressivo raffreddamento della camera fino a 700 °C. Ciò comportava, da un lato, l'espansione e il rinforzo della camera con materiale viscoso, dall'altro la solidificazione delle pareti della stessa con la formazione di un guscio attorno che chiuse il sistema; nel frattempo la cristallizzazione proseguiva finché il materiale all'interno non assunse la composizione vetrosa della trachiandesite alla temperatura di circa 850 °C (presumibilmente la stessa temperatura del materiale eruttato) con contenuto di acqua di circa il 6%, evolvendosi in un fluido viscoso con una sovra-pressione di 4000-5000 bar.
L'eruzione dovette essere conseguenza del collasso delle pareti della camera magmatica dovuto all'accumulo abnorme di pressione. È possibile che il collasso non sia avvenuto repentinamente; a testimonianza di questo il raffreddamento lento della camera, nonché l'assenza di attività vulcanica fino al primo evento del 5 aprile, preceduto da fenomeni solo sporadici a partire dal 1812. Ma all'avvio delle prime fasi del collasso il processo si accelerò repentinamente; rafforzato dalla viscosità del materiale liquido, culminò prima con l'esplosione del 5 aprile e infine col parossismo ipersonico del 10 aprile che potrebbe avere disintegrato in tutto o in parte la parte sommitale del vulcano, svuotò la camera magmatica e generò la formazione della caldera.

## L'eruzione del 1815 ed eventi precursori
Nel 1812 il vulcano si svegliò dopo innumerevoli anni di quiescenza; in quell'anno vi furono boati e nubi oscure provenienti dal cratere. Nel 1814 vennero evinte dalla nave da crociera Ternate gigantesche colonne di fumo dal vulcano, così grandi che vennero confuse con l'edificio vulcanico stesso.
Il 5 aprile 1815 si ebbe il primo vero e proprio fenomeno eruttivo, con enormi boati sentiti fino a 1400 km dal Tambora. Il 6 aprile, invece, il Tambora emise la cenere vulcanica, che cadde fino a Giava orientale; i boati si susseguirono per giorni. Il 10 aprile ebbe inizio la fase parossistica dell'eruzione; alle 19.00 della sera, essa iniziava con 3 colonne di fuoco che si videro erompere dalla sommità del cratere centrale, alle 20.00 piovve pomice fino a 20 cm di diametro e alle 21.00 la cenere vulcanica. Alle 22.00 un violento turbine, probabilmente flussi piroclastici, attività monsonica contemporanea, oppure turbini d'aria a causa di aria fredda che occupava lo spazio di aria calda, meno densa, sollevatasi in alto, sradicava ogni cosa fino a Sanngar, a circa 30 km dal vulcano; inoltre, le onde, provocate probabilmente da sismi di subsidenza per la formazione calderica o dall'interazione tra acqua marina e colate piroclastiche, arrivarono a 4 metri di altezza. Dalla mezzanotte alla sera dell'11 Aprile si udirono continuamente boati spaventosi con chiarezza fino a Sumatra, a Bengkulu, alla distanza di 1800 km, a Muko-Muko a 2000 km, nonché a Trumon, a 2600 km di distanza dal vulcano. Nuove analisi, in accordo con le date, mostrano che l'eruzione del Tambora molto probabilmente fu udita a distanze ancora maggiori, nel dettaglio a Nong Khai, distante 3352 km (2061 mi), a Vientane, distante 3368 km (2072 mi), e forse a Mukdahan, lontano 3117 km (1968 mi).
La cima del vulcano si scuoteva velocemente, a causa delle potenti onde d'urto; lo svuotamento della camera magmatica ne implicò il collasso su se stessa, creando una grossa caldera di 6–7 km di diametro.
Il 15 luglio il gigante indonesiano tornò a dormire; ma le conseguenze non finirono qua. Fino al 23 aprile del 1816 la cima era ostruita dal fumo, emesso in continuazione dal cratere. I regni di Tambora e Pekat andarono distrutti e dimenticati.
L'evento vulcanico fu di gran lunga più grande dell'eruzione del monte Saint Helens del 1980 e fu maggiore anche di quella grandissima del Krakatoa del 1883, sempre in Indonesia, con cui condivide il rumore più forte mai generato. L'eruzione è stata classificata VEI-7 per via degli eventi e dei danni che ha creato; essa è della stessa magnitudine di quella del monte Paektu (946), del Samalas (1257 circa), del Taupo (II secolo d.C., eruzione di Hatepe), supervulcano e, assieme a queste, la più grande a memoria d'uomo. Secondo le stime più accurate, vennero emessi approssimativamente 100–175 km3 di materiale, e ~25 km3 di ignimbrite piroclastica.
Tutto questo materiale ha fatto in modo che il 1816 sia passato alla storia come "l'anno senza estate"; a luglio e agosto, che sono i mesi generalmente più caldi, la temperatura non superava i 10 gradi, ciò causò moltissimi problemi al raccolto e all'allevamento; vi furono nevicate e gelate a Giugno in diverse località dell'emisfero settentrionale, i tramonti furono di un suggestivo rosso-giallastro. Secondo le stime, le temperature globali si ridussero da 0,5 a 0,7 C°, o tra 1 e 2,5 C°. Ci furono delle grosse carestie come quella di Heiligenstein. L'evento potrebbe aver avuto, dunque, conseguenze storiche importanti, aggravando la situazione post-napoleonica in Europa e come catalizzatore, ad esempio, dei moti rivoluzionari del 1820-21.

## Scavi archeologici
L'eruzione del 1815 annientò i tre regni di Tambora, Pekat e Sanggar.
Nell'estate 2004 un team guidato da Haraldur Sigurdsson, un vulcanologo islandese, incominciava gli scavi archeologici nell'area. Dopo sei settimane, sono riusciti a portare alla luce evidenze di abitazioni 25 km a ovest della caldera, nelle profondità delle foreste, ma a 5 km dalla costa. Il team incominciò gli scavi di ben 3 m di depositi di cenere e pomice utilizzando il georadar, constatando una piccola casa bruciata che conteneva i resti di due adulti, ciotole di bronzo, vasi di ceramica, attrezzi di ferro e altri manufatti. Le ricerche rivelarono che è stato il calore del magma a carbonizzare gli oggetti. Sigurdsson e il team proclamarono di avere rinvenuto la "Pompei d'Oriente". I media comunicarono al grande pubblico l'esistenza del "Regno Perduto di Tambora".
Sigurdsson espresse l'intenzione di tornare nell'area l'anno successivo al fine di ritrovare i resti dei villaggi e un palazzo. Molti villaggi sono stati convertiti all'Islam nel XVII secolo, sebbene le strutture scoperte non sembrano averne ricevuto influsso. Sulla base di alcuni elementi, come gli artefatti in bronzo e le porcellane finemente decorate, di origine vietnamita o cambogiana, la squadra concluse che si trattava di commercianti benestanti. La gente di Sumbawa venne conosciuta nelle Indie Orientali per i loro cavalli, il loro miele, la ricerca di sandalo per incenso e medicamenti, di Biancaea sappan (una pianta tropicale asiatica) per coloranti rossi. L'area doveva essere molto produttiva dal punto di vista dell'agricoltura.
La lingua del popolo di Tambora è andata invece perduta completamente. I linguisti hanno esaminato materiale lessicale dai rapporti di Zollinger e Sir Raffles stabilendo che essa non appartenesse, come ci si aspettava, al gruppo delle lingue austronesiane, ma forse era una lingua isolata; probabile che fosse parte delle lingue paupasiche a 500 km o più a oriente.

## Ecosistema

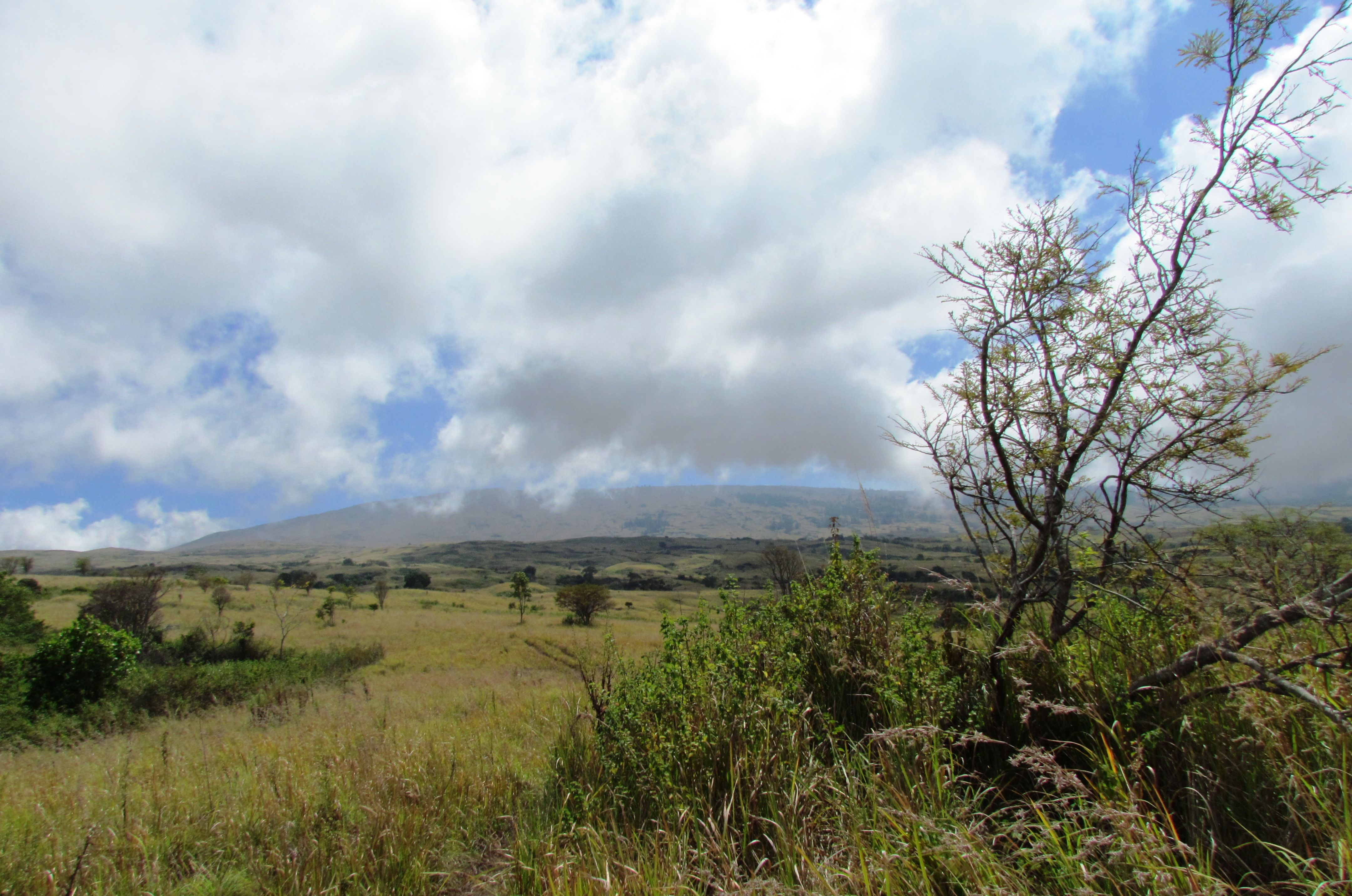
La savana che attornia il Tambora con il vulcano sullo sfondo sovrastato da nubi.

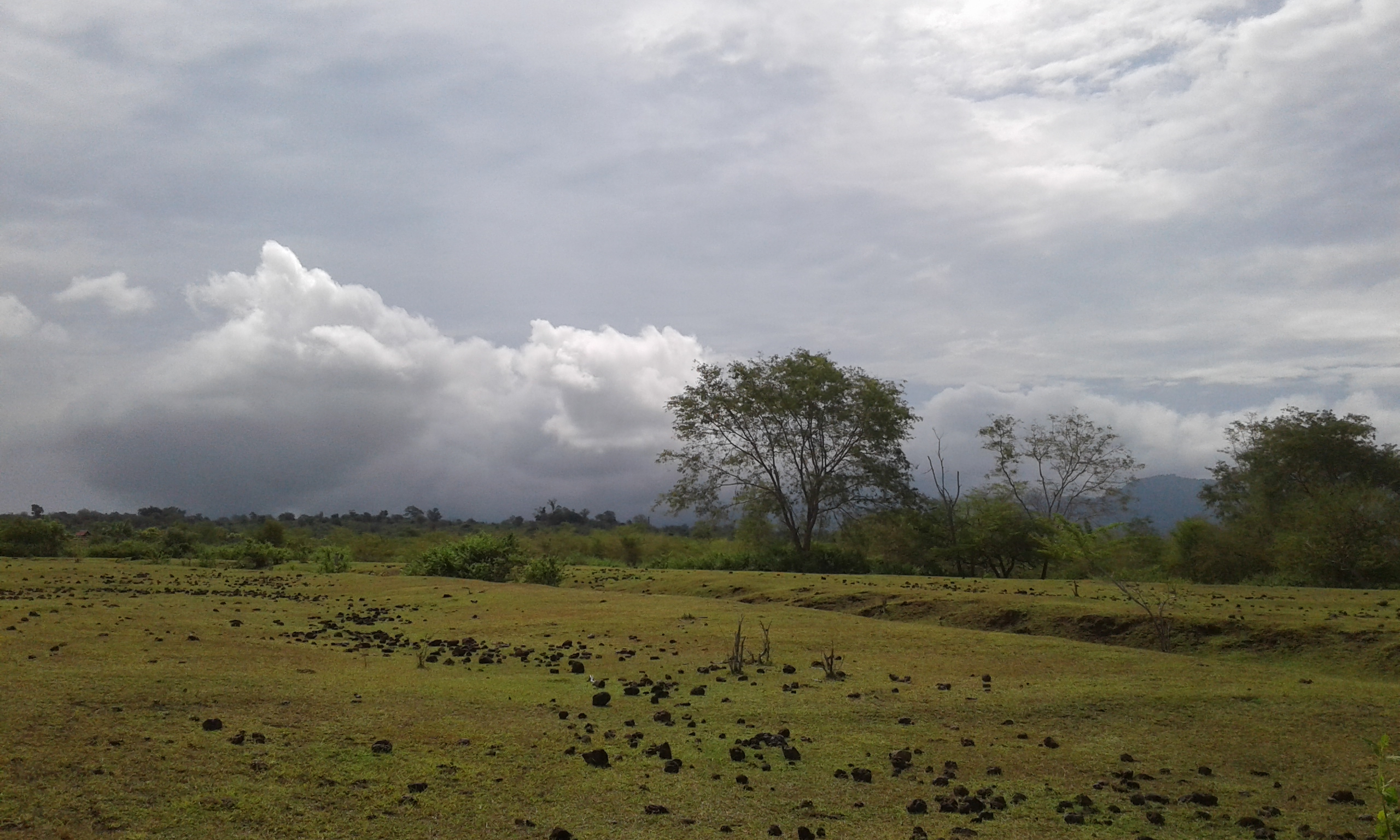
Immagine della savana attorno al vulcano.

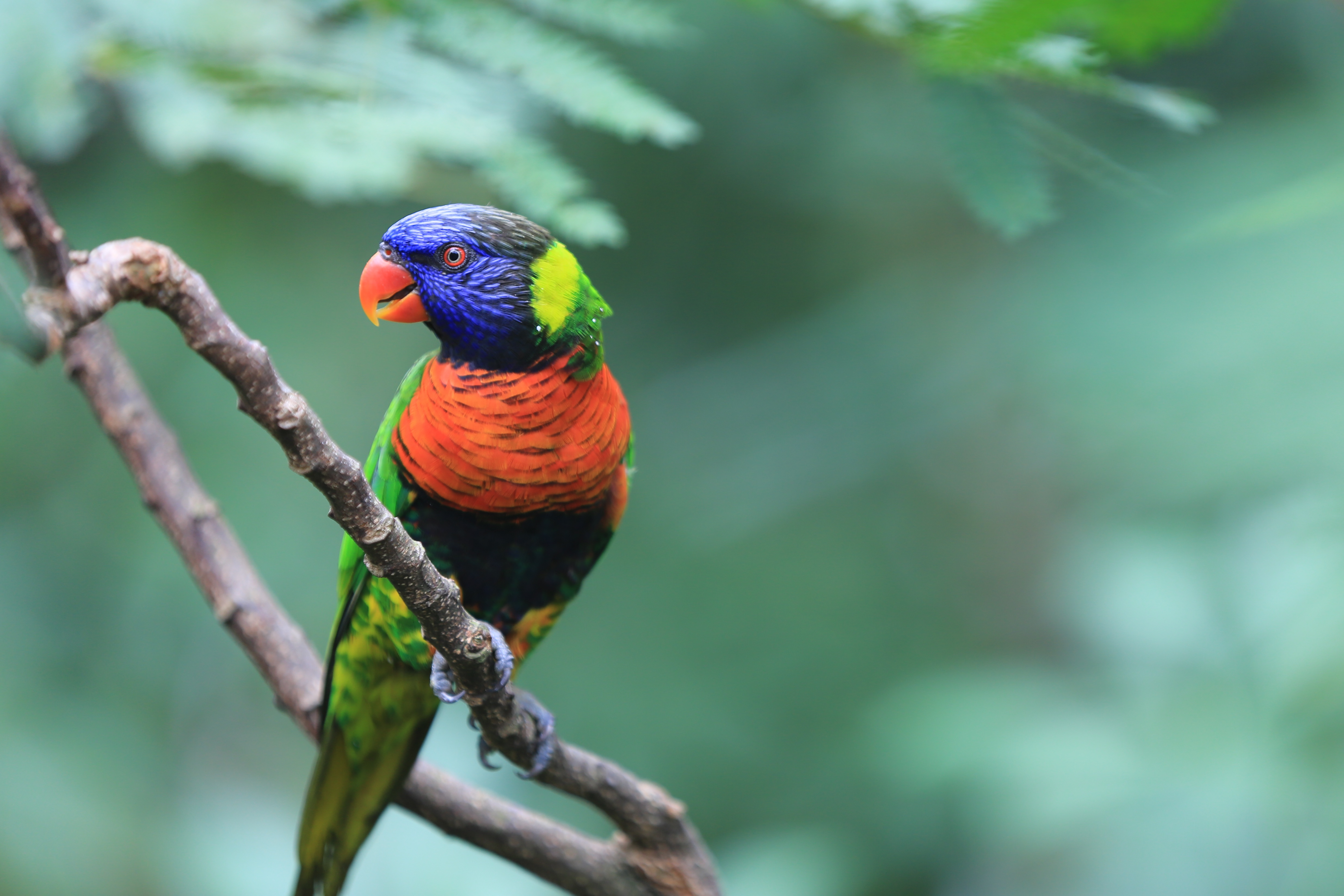
Trichoglossus haematodus, una specie di uccello che abita l'area del Tambora.

Una spedizione guidata dal botanico svizzero Heinrich Zollinger giunse a Sumbawa nel 1847, con l'obiettivo di studiare l'area dell'eruzione e i suoi effetti sull'ecosistema locale. Egli fu la prima persona dopo l'eruzione ad ascendere la caldera, che persino nel 1847 era ancora coperta di fumo. Mentre Zollinger saliva, i suoi piedi affondarono più volte attraverso una sottile crosta superficiale in uno strato caldo di zolfo simile a polvere. Parte della vegetazione era già ricresciuta, persino alberi sui fianchi più bassi; fu notata in particolare una foresta di Casuarina tra 2 200 e 2550 m d'altitudine nonché praterie di Imperata cylindrica.
Nell'agosto 2015 un team del Georesearch Volcanedo Germany seguì lo stesso tragitto di Zollinger nel 1847.
Il reinsediamento della popolazione civile nell'area incominciò dal 1907; una piantagione di caffè fu stabilita nel 1930 nel villaggio Pekat sui fianchi nord-occidentali. Una densa foresta pluviale di Duabanga moluccana (alberi endemici indonesiani) era cresciuta tra i 1 000 e i 2800 m d'altezza, coprendo un'area fino a 80000 ha. Fu scoperta da una spedizione olandese guidata da Koster a de Voogd nel 1933. Dai loro resoconti, incominciarono il loro tragitto in un "paese abbastanza sterile, asciutto e caldo", e poi entrarono in una "possente giungla" con "enormi e maestosi giganti forestali". A partire dai 1100 m gli alberi divennero più sottili. Sopra i 1800 m trovarono cespugli fioriti di Dodonaea viscosa in fiore alternati ad alberi di Casuarina. Sui pendii spogli vicini alla vetta erano presenti fiori simili a stelle alpine e Wahlenbergia.
Una ricerca del 1896 registra 56 specie di uccelli tra cui gli Zosteropidi, uccelli dai tipici occhi bianchi. Seguirono altre ricerche e vennero trovate altre specie di uccelli fino a 90 specie diverse, tra cui Cacatua sulphurea, Zoothera, Gracula, Gallus varius, Trichoglossus haematodus (specie catturate dai locali per il commercio di uccelli di compagnia in gabbia) e il Megapodius reinwardt, destinato al consumo alimentare. Tuttavia le catture sono state praticate spregiudicatamente e Cacatua sulphurea è a rischio estinzione a Sumbawa.
Nel 1972, nell'area ha incominciato a operare una compagnia commerciale di diboscamento in grado di minacciare la foresta pluviale. La compagnia ha il permesso di diboscare 20000 ha, pari al 25% del totale. Un'altra parte della foresta pluviale sono usate come territorio di caccia. Tra le due zone c'è una riserva naturale ove è possibile trovare cervi, bufali indiani, maiali selvatici, volpi volanti (pipistrelli), nonché diverse specie di rettili e uccelli. Nel 2015, l'area è stata dichiarata parco nazionale a tutela dell'ecosistema.
Oggi, l'area che circonda il vulcano è costituita da savana a est e sud, da foreste pluviali a ovest e nord.

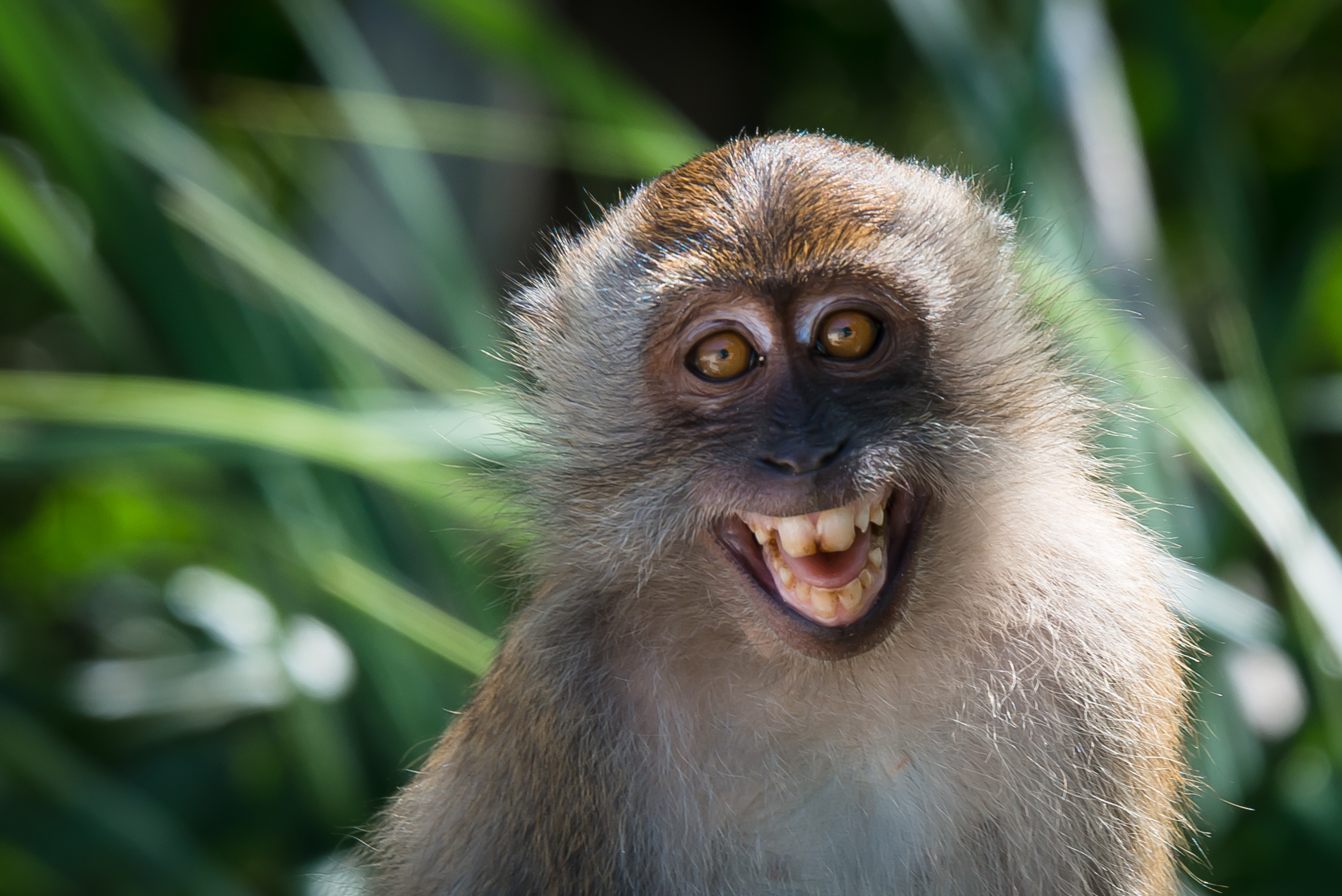
Il Macaca fascicularis è un mammifero che vive nella giungla del Tambora.

### Escursionismo e naturalismo
Accanto a vulcanologi e sismologi che monitorano costantemente l'attività del vulcano, il Tambora è un'area di interesse per biologi e archeologi. La montagna attrae anche per escursionismo a piedi e attività naturalistiche, sebbene non esista turismo di massa. Le due città più vicine sono Dompu e Bima. I villaggi lungo le pendici del vulcano sono Sanngar, a 30 km di distanza a est della montagna, Doro Peti e Pesanggrahan nella parte nord-occidentale, Calabai a ovest.
Ci sono due itinerari principali per ascendere il vulcano. Il primo incomincia nel villaggio Doro Mboha a sud-est della montagna e segue una strada asfaltata attraverso piantagioni di Anacardium occidentale fino a 1150 m; termina nella parte meridionale della caldera a 1950 m, da dove è possibile ascendere alla caldera solo a piedi. In un'ora da lì è possibile giungere ai bordi della medesima, di solito serve come campo base per poter monitorare il vulcano.
Il secondo itinerario ha inizio dal villaggio di Pancasila a nord-ovest della montagna, all'altezza di 740 m, ed è accessibile solo a piedi; si percorrono ben 16 km in circa 14 ore prima di giungere alla caldera, con diverse soste durante il cammino; è chiaramente l'itinerario più impegnativo.
Durante le escursioni è possibile ammirare una natura selvaggia con densa giungla e animali come il Varanus salvator, il Pitone reticolato, l'Accipiter, il Megapodius reinwardt, l'Edolisoma dohertyi, il Lichmera indistincta, il Lichmera lombokia, il Cacatua sulphurea, lo Zosterops wallacei, il Philemon buceroides, il cinghiale, Rusa timorensis, il Macaca fascicularis. Per quanto riguarda gli uccelli si segnala, tra gli altri, anche la presenza di Gracula venerata, Geoffroyus geoffroyi, Trichoglossus forsteni (vulnerabile) e Trichoglossus haematodus.

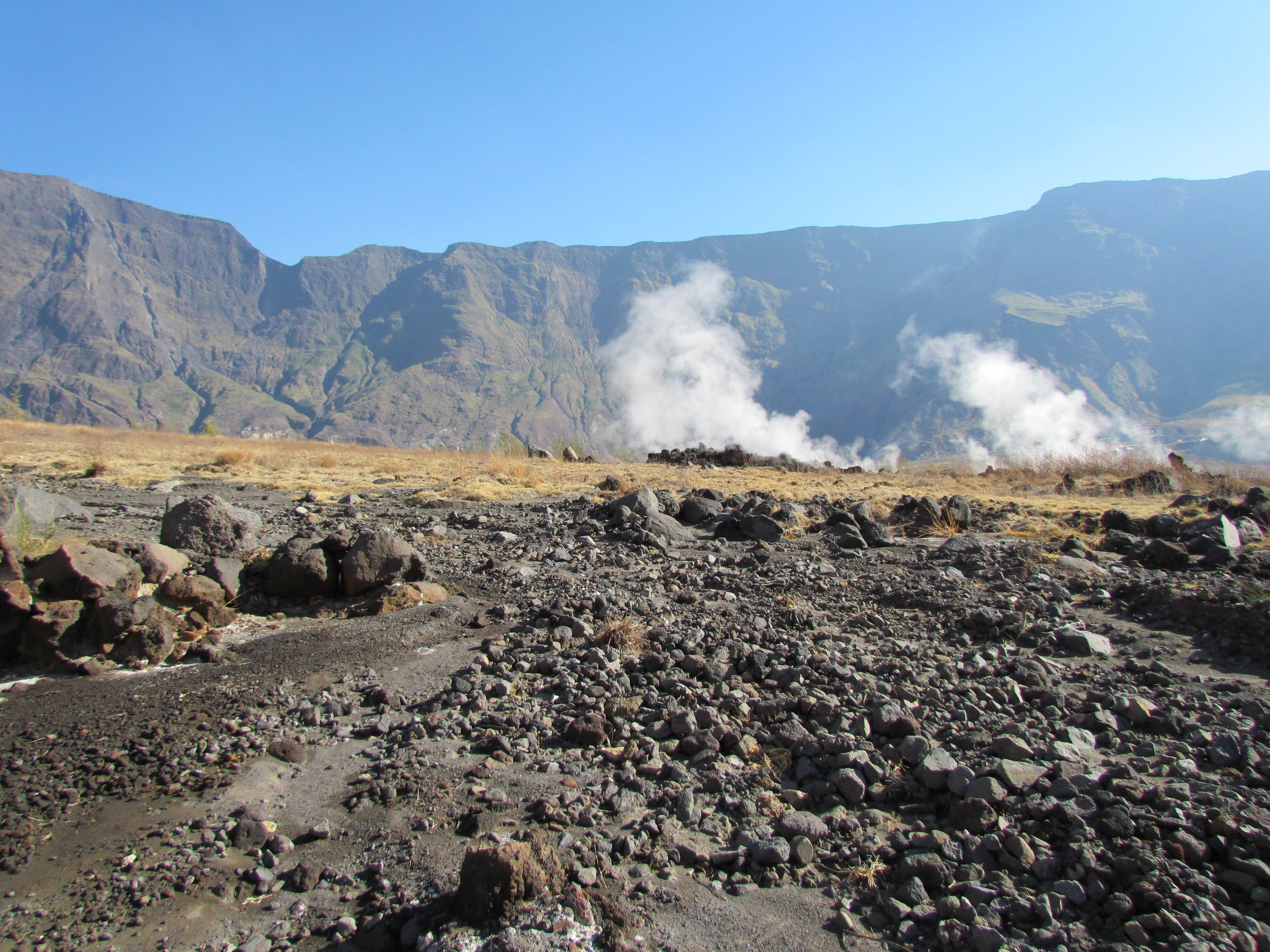
Il fondo della caldera con emissioni di vapore.

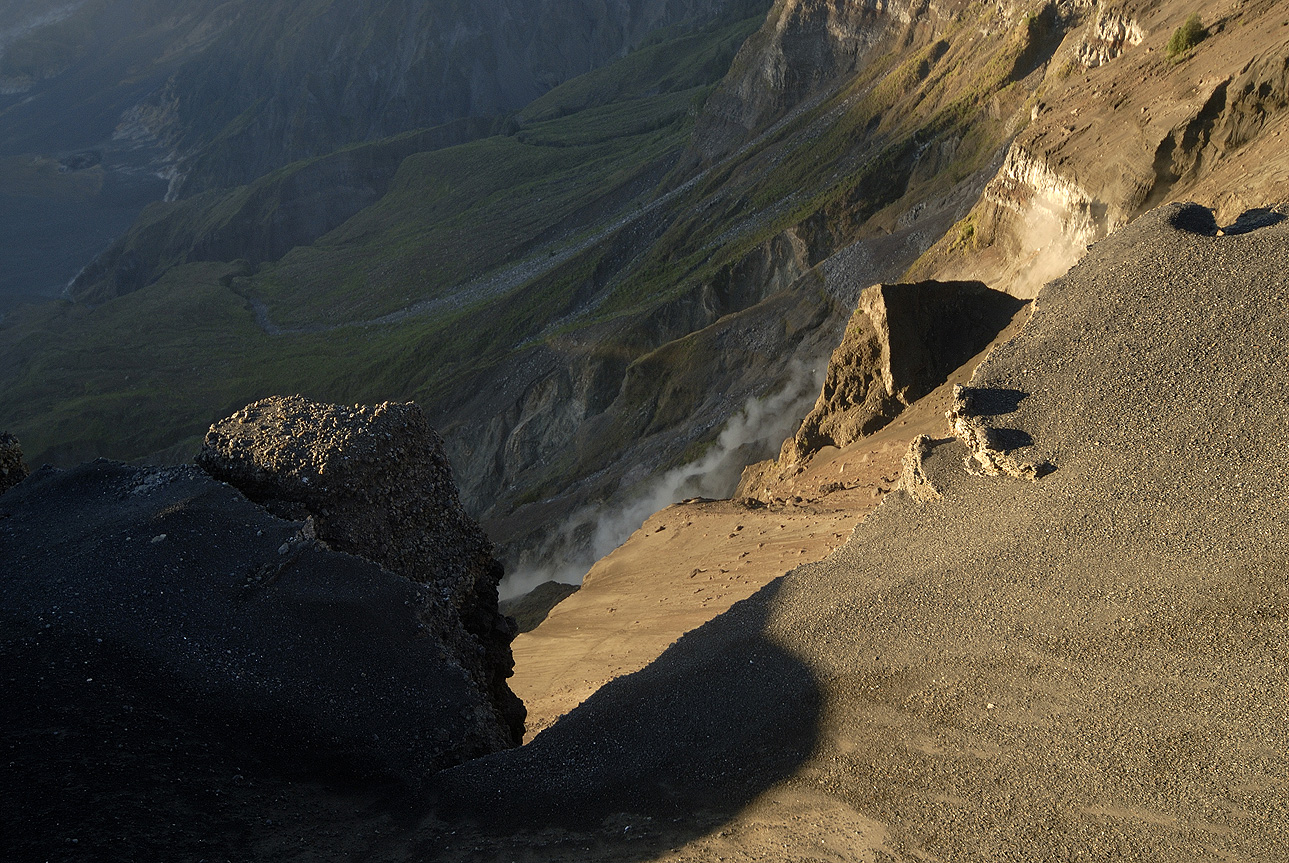
I bordi della caldera.

## Esplorazione della caldera
Gli scienziati Zollinger (1847), van Rheden (1913) e W.A. Petroeschevsky (1947) furono i primi ad ascendere la caldera osservandola con tutta probabilità solo dai suoi bordi; ognuno di essi elaborò un'analisi sul vulcano.
Il botanico svizzero Heinrich Zollinger, il primo ad ascendere la caldera nel 1847, ne fa una descrizione accurata. Egli menziona il piccolo lago verde-giallastro sul fondo della caldera deducendone le basse temperature, constata delle emissioni di gas lungo i bordi, la forma ovale a est e ovest della caldera e il valico a nord che ne unisce la parte orientale e occidentale.
Seguì l'ascesa della montagna da parte degli altri due scienziati, van Rheden e il vulcanologo russo W.A. Petroeschevsky, rispettivamente nel 1913 e 1947.
Nel 2013, un team di ricerca tedesco (Georesearch Volcanedo Germany) ha effettuato per la prima volta una spedizione più a lungo nella caldera, profonda circa 1300 m e, con l'aiuto di locali, giunse a discendere i bordi meridionali sperimentando condizioni estreme. Una scienziata del team è stata la prima donna europea e mondiale ad aver conquistato le pareti interne del vulcano.
Il team stette all'interno della caldera 9 giorni. Solo in pochi casi il piano della caldera è stato esplorato, per la ripidità dei bordi, il pericolo di frane, movimenti tellurici. Fino a ora, degli studi completi sono stati impossibili a causa di problemi logistici che hanno permesso solo soste molto brevi. Le ricerche del Georesearch Volcanedo Germany hanno incluso analisi degli effetti visibili di piccole eruzioni successive all'evento del 1815, dei gas, di flora e fauna, raccolta di dati meteorologici.
Particolarmente sorprendente è stato constatare l'alta attività del Doro Api Toi ("Gunung Api Kecil" significa "piccolo vulcano") nella parte meridionale della caldera, e l'emissione di gas ad alta pressione lungo la parte inferiore della parete nord-orientale.
Inoltre il team scoprì vicino al Doro Api Toi un duomo di lava mai menzionato negli studi scientifici, denominato Adik Api Toi ("Adik" significa fratello più giovane), per poi essere in seguito chiamato Doro Api Bou ("nuovo vulcano"). Questo duomo di lava deve essere stato prodotto nel 2011-2012, quando vi furono registrazioni di scosse telluriche e probabilmente vi fu attività vulcanica all'interno della caldera, ma non esistevano allora dati attendibili per il fondo della caldera.
Nel 2014 il Georesearch Volcanedo Germany ha effettuato una nuova spedizione nella caldera permanendo oltre 12 giorni lungo il suo piano.

## Monitoraggio del vulcano
Nel 2011 il Tambora dava segni di un possibile risveglio, poi fortunatamente scongiurato, tramite eventi tellurici all'interno della caldera da aprile con picchi di 15-20 scosse al giorno a settembre, mentre ad agosto si osservava una densa colonna di fumo bianca alta fino a 2.000 m d'altezza sopra i bordi della stessa; segni che il vulcano è ancora attivo e merita di essere monitorato.
La popolazione indonesiana si è incrementata rapidamente dopo l'eruzione del 1815. Nel 2010 la popolazione contava 238 milioni di unità circa, di cui il 57,5% è concentrata sull'isola di Giava. Un evento vulcanico della portata del 1815, è stato ipotizzato, metterebbe in pericolo circa 8 milioni di persone.
L'attività sismica in Indonesia è monitorata dal Direttorato di Vulcanologia e Mitigazione del Pericolo Geologico col monitoraggio del vulcano nel villaggio Doro Peti. A essere adoperati sono stati i sismometri. Non sono stati rilevati incrementi sismici dopo l'eruzione del 1880. Tenuto in particolare sott'occhio è il cono di scoria Doro Api Toi.
Il Direttorato ha prodotto una mappa di gestione delle emergenze con una zona di pericolo e una zona di prudenza. La prima identifica le aree che dovrebbero essere sottoposte agli effetti diretti di un'eruzione, quali flussi di lava o flussi piroclastici; comprende la caldera e i suoi dintorni fino a 58,7 km² ove ogni abitazione è proibita. La zona di prudenza identifica l'area soggetta a effetti indiretti quali lahar, cenere e pomice; comprende i villaggi di Pasanggrahan Doro Peti, Rao, Labuan Kenanga, Gubu Ponda, Kawinda Toi, Hoddo, per un totale di 185 km². È anche incluso un fiume, chiamato Guwu, nella parte meridionale e nord-occidentale del vulcano nella seconda area.